# America (trò chơi điện tử)
America hoặc A*M*E*R*I*C*A (còn được biết với tên gọi America: No Peace Beyond the Line tại Anh và Đức) là trò chơi máy tính thuộc thể loại chiến lược thời gian thực lấy bối cảnh Miền Viễn Tây sau cuộc nội chiến trong lịch sử Hoa Kỳ do hãng Data Becker phát triển và phát hành vào ngày 14 tháng 1 năm 2001.

## Lối chơi
Game bao gồm bốn phe khác nhau: Thổ dân châu Mỹ (bộ tộc Sioux), người México, băng cướp (Outlaw) và những người định cư (Settler). Phần chơi chiến dịch kể lại lịch sử các cuộc tranh chấp, xung đột giữa các phe kể trên tại miền Viễn Tây. Mỗi nền văn minh đều có những kỹ năng đặc trưng có thể ảnh hưởng đến chiến thuật và chiến lược của người chơi. Mục chơi mạng có khả năng hỗ trợ tối đa 8 người chơi cùng lúc. Cách chơi tương tự như dòng game Age of Empires, người chơi sẽ sử dụng các lính thợ thu thập tài nguyên dùng để xây dựng công trình và mua lính, sau cùng chỉ huy quân đội tiêu diệt đối phương để giành lấy chiến thắng. Trong game còn có nhiều loại kịch bản và màn chơi khác nhau tùy theo sự lựa chọn của người chơi.

## Phát triển
America là tựa game được phát hành đầu tiên do studio Related Designs của Đức phát triển sau khi studio này được thành lập vào năm 1995, và là trò chơi có giá đầy đủ đầu tiên được Data Becker phát hành. Trò chơi được lên ý tưởng tại Data Becker vào năm 1998 và được phát triển trong vòng chưa đầy 23 tháng. Tại Đức, game được phát hành vào cuối tháng 12 năm 2000; bản phát hành ở Bắc Mỹ sau đó vào ngày 15 tháng 1 năm 2001. Game được phát hành cho Microsoft Windows, đặc biệt hỗ trợ các phiên bản Windows 95, 98, 2000 và Me.

## Bản mở rộng
Bản mở rộng với tên gọi America: Expansion Pack (hoặc A*M*E*R*I*C*A Expansion Pack) tại Mỹ và America: Add-on tại Châu Âu, được phát hành như nhau vào ngày 1 tháng 11 năm 2001. Bản nâng cấp này có bổ sung thêm nhiều nhiệm vụ mới, lính mới và công trình mới cho bốn phe ở phiên bản đầu. Ngoài ra game còn cải thiện phần Đồ họa và AI cũng như hỗ trợ thêm phần chơi mạng của GameSpy, đồng thời cung cấp thêm bộ công cụ tạo màn để giúp người chơi có thể tự tạo màn chơi riêng biệt theo sở thích của từng người. Nó cũng được Related Designs phát triển, và được Data Becker công bố vào tháng 5 năm 2001, dự kiến phát hành tại Đức vào tháng 9 năm 2001. Tại Bắc Mỹ, Data Becker phát hành bản mở rộng này vào ngày 17 tháng 12 năm 2001.

## Phần tiếp theo
Ngày 9 tháng 3 năm 2001, CDV Software, qua thông cáo báo chí, thông báo rằng họ đang sản xuất một tựa game chiến lược thời gian thực do Related Designs phát triển, có tên dự kiến là America II. Data Becker, công ty sở hữu quyền đối với tên America, đã thông báo và yêu cầu CDV ngừng hoạt động và hủy đăng ký ngay sau đó. CDV đã từ chối làm như vậy vì họ không tìm thấy vi phạm bản quyền trong tựa đề của America II, dù đã chọn nộp đơn cảnh báo để bảo vệ mình khỏi lệnh cấm sơ bộ. Data Becker sau đó đã nộp đơn xin lệnh cấm sơ bộ với Landgericht Berlin vào ngày 29 tháng 3 năm 2001. Vào thời điểm đó, Data Becker dự định sản xuất phần tiếp theo America của riêng mình. Data Becker thắng kiện vào tháng 5, do đó CDV phải từ bỏ tên gọi America II, dù nó được phép tiếp tục sản xuất game dưới một cái tên khác. Do vậy, America II được đổi tên thành No Man's Land. Tuy nhiên, CDV vẫn tiếp tục quảng cáo America II thông qua các thông cáo báo chí và bản tin của nó, thúc đẩy Data Becker hành động thêm. CDV CDV cũng đã đăng ký tên miền internet "america2.de" với công ty đăng ký DENIC, công ty này đã chuyển hướng người dùng đến trang web của No Man's Land; phán quyết của Kammergericht ở Berlin vào tháng 12 năm 2002 ra lệnh cho CDV yêu cầu xóa tên miền với DENIC và công bố một thông cáo báo chí để thông báo rằng họ sẽ không phát hành một game có tựa đề America II vào năm 2003.
Data Becker tiến hành sản xuất phần tiếp theo của riêng mình cho America, mang tên America 2 hoặc America II, vào tháng 6 năm 2001, dự định phát hành vào quý đầu tiên của năm 2003. Data Becker công bố phần tiếp theo của tựa game này vào tháng 2 năm 2003, dự kiến phát hành vào cuối năm đó. Một trang web cho trò chơi đã được đưa ra vào tháng 5 năm 2003. Game còn được lên kế hoạch trưng bày tại triển lãm E3 2002. America II về sau đã bị hủy bỏ.

## Đón nhận
America nhận được nhiều đánh giá trái chiều theo trang web tổng hợp kết quả đánh giá Metacritic. John Lee của tạp chí NextGen nói rằng trò chơi "vẫn là một cú hích, ngay cả khi lịch sử bị sai lệch. Nhiều người trong chúng tôi lớn lên chơi cao bồi và người da đỏ, và chúng tôi sẵn sàng cho những chiếc xe ngựa có mái che và các cuộc tấn công bằng kỵ binh. Niềm vui sẽ chóng tàn , nhưng trò chơi vẫn có sức hấp dẫn của nó. Bây giờ giá như người Đức có thể đánh bóng lịch sử nước Mỹ của họ."